# Институт механики полимеров
Институт механики полимеров Латвийского университета (латыш. Latvijas Universitātes Polimēru mehānikas institūts (LU PMI), в прошлом Институт механики полимеров Академии наук Латвийской ССР — научно-исследовательское учреждение Латвии.
В СССР институт являлся лидирующей организацией по разработке полимерных и композитных материалов. В настоящее время преобразован в агентство при Латвийском университете. Находится в Риге, в бывшем Академгородке на ул. Айзкрауклес, 23.

## История
Институт был основан в мае 1963 года решением Совета министров Латвийской ССР № 275 для углубленных исследований новой отрасли конструкционных материалов как независимое научное подразделение Академии наук Латвийской ССР, в котором были объединены Институт архитектуры и строительства, Институт автоматики и механики и лаборатория пластичности Рижского Политехнического института.
Основателем и первым директором Института стал академик Александр Малмейстер, член-корреспондент Академии наук СССР. Деятельное участие в установлении Института принял Ю. С. Уржумцев, занявший пост заместителя директора по научной работе. 
В программу исследований были заложены:
- разработка теории сопротивления полимерных материалов, деформирования и разрушения высокомодульных и высокопрочных композитных материалов;
- разработка методов диагностики механических свойств и расчёта долговечности полимерных и композитных материалов.

До распада Советского Союза институт был ведущей организацией в разработке полимерных и композитных материалов. Здесь с 1969 года работал учёный совет по присуждению степени кандидата наук, до 1976 года рассмотревший и принявший 50 диссертаций с присвоением степени кандидата технических наук (42), физико-математических наук (7) и химических наук (1). С 1977 года он был преобразован в Специализированный совет по защите докторских диссертаций, где до 1991 года было защищено 88 работ, в том числе 14 на соискание степени доктора наук и 74 — кандидата наук.
В 1965 году институт начал издавать на русском и английском языках периодический международный журнал «Механика композитных материалов» («Mechanics of Composite Materials»), ныне индексируемый в Science Citation Index Expanded (SciSearch), SCOPUS, Material Science Citation Index, Reaction Citation Index, Chemical Abstracts, Chemical Titles, ISMEC, Applied Mechanics Reviews, INSPECTION — Physics Abstracts, PRA Report.

## Экспериментальное производство
Специализированное конструкторское бюро специального приборостроения (СКБСП ИМП) было создано при институте в 1967 г. для внедрения научных разработок в производство. В КБ работало около 300 сотрудников, которые создавали приборы для неразрушающих испытаний созданных материалов, поставлявшиеся почти в 100 городов СССР. На международных выставках и ярмарках в Болгарии, Германии, Испании, Польше, Финляндии и Японии продукция института получила 2 золотые, 12 серебряных, 27 бронзовых медалей и многочисленные дипломы.
Разработки КБ были подтверждены множеством патентов и авторских свидетельств на изобретения.
СКБ прекратило свою работу в 1992 году.

## Реорганизации
После восстановления независимости Латвии институт в 1997 году утратил академический статус и был передан в ведение Латвийского университета, а с 2006 года стал агентством при нём.
В институте в 1992 году был создан совет по нострификации советских учёных степеней и защите новых работ, где 53 диссертации были нострифицированы и защищены 8 работ на соискание докторской степени (PhD), в том числе одна диссертация на соискание степени хабилитированного доктора.
В 1998 году в институте была создана Лаборатория механических испытаний конструкционных материалов, аккредитованная Латвийским национальным бюро аккредитации по стандарту EN ISO/IEC 17025 в 2000 году.
Научные достижения Латвийской ССР в разработке композитных материалов позволили создать кадровый потенциал, который был использован при организации Centre Composite, совместного предприятия LNK Group и российской инженерно-сервисной компании «Прогресстех».

## Награды
Учёным института присуждались: Государственная премия СССР (1985), премия Совета Министров СССР (1983), пять раз государственная премия Латвийской ССР (в 1965 году она присуждена дважды, а также в 1972, 1976, 1982 годах), семь раз премия Латвийской академии наук имени Ф. Цандера (1972, 1976, 1980, 1998, 2002), премия имени Г. В. Виноградова Российского общества реологии и другие награды.